# De Kleine Grote Sinterklaasfilm
De Kleine Grote Sinterklaasfilm is een Nederlandse kinderfilm uit 2022 met Sinterklaas in de hoofdrol. De film werd geregisseerd door Lucio Messercola en is een Videoland Original die op 4 oktober 2022 exclusief op streamingdienst Videoland in première ging.

## Verhaal
Het is weer november. Sinterklaas en zijn Pieten maken de pakjesboot klaar om het gezelschap weer te vertrekken naar Nederland om het Sinterklaasfeest te gaan vieren. Als Sinterklaas en zijn Pieten met de boot vertrokken zijn en eenmaal op de open zee zijn ontdekken ze dat er belangrijke spullen ontbreken. Daarnaast krijgen ze het vermoeden alsof er een extra persoon bij hen op de boot is.
Als de pakjesboot dan ook nog eens midden op zee stil komt te liggen moeten de Pieten alles op alles zetten om uit te zoeken wat er aan de hand is en de boot weer varende te krijgen om op tijd in Nederland aan te komen.

## Rolverdeling
| acteur             | personage                 |
| ------------------ | ------------------------- |
| Robert ten Brink   | Sinterklaas               |
| Chris Tates        | Hugo Hogepief             |
| Giovanni Caminita  | Marco Marsepein           |
| Joshua Albano      | Bennie Taaitaai           |
| Wes Mutsaars       | Paco Post                 |
| Stef de Reuver     | Willem Wortel             |
| Okke Verberk       | Party Piet Pablo          |
| Sara Robben        | Kim Kado                  |
| Anna Caminita      | Zangpiet                  |
| Noah Ganahl        | Chico Choco               |
| Justin Swagerman   | Tino Transport            |
| Herman den Blijker | man met erwtensoep        |
| John de Bever      | voorzitter welkomstcomité |
| Shelly Sterk       | vrouw in welkomstcomité   |

## Achtergrond
De film is gelijktijdig met de bioscoopfilm De Grote Sinterklaasfilm: Gespuis in de speelgoedkluis opgenomen. Deze film is echter met Videoland tot stand gekomen en dient als Videoland Original-film die sinds 4 oktober 2022 exclusief op het streamingdienst te zien is.
Voor de film keerde meerdere acteurs uit de voorgaande films terug, waaronder Robert ten Brink, Chris Tates, Joshua Albano, Wes Mutsaars en Stef de Reuver. In vergelijking met de eerdere reeks Sinterklaasfilms van Lucio Messercola is deze film met een speelduur van 44 minuten ruim een half uur korter dan de andere films. Ondanks dat De Kleine Grote Sinterklaasfilm twee dagen na de première van de bioscoopfilm De Grote Sinterklaasfilm: Gespuis in de speelgoedkluis in première ging, speelt het verhaal van deze film zich ervoor af.